# IllFonic
IllFonic, LLC — американський розробник відеоігор, розташований у Голдені, штат Колорадо, з відділеннями в Такомі, штат Вашингтон, та Остіні, штат Техас. Студія була заснована Чарльзом Брунгардтом, Кедрін Гонзалес та Рафаелем Саадіком у 2007 році. IllFonic відома розробкою асиметричних багатокористувацьких ігор, таких як Friday the 13th: The Game, Predator: Hunting Grounds та Ghostbusters: Spirits Unleashed.

## Історія
Засновник IllFonic Чарльз Брунгардт працював з музикантом Рафаелем Саадіком після закінчення коледжу, займаючись продюсуванням та звукозаписом. Під час співпраці Саадік запропонував Брунгардту ідею створення відеоігор, на основі якої була розроблена концепція гри Ghetto Golf. Згодом Брунгардт переїхав з Лос-Анджелеса до Денвера і разом з Кедріном Гонзалесом заснував у гаражі компанію IllFonic. Саадік також вважається співзасновником. Студія багато переїжджала з місця на місце, поки в червні 2013 року не переїхала у власний повноцінний офіс. У ніч на 5 березня 2010 року було пограбовано магазин марихуани, розташований поруч з офісом IllFonic. Поліція Денвера прибула за сигналом тривоги, але помилилася адресою, надівши наручники на трьох співробітників IllFonic під дулом пістолета, перш ніж ситуацію було виправлено.
У березні 2010 року було оголошено, що IllFonic розробляє Nexuiz, ремейк однойменної гри, випущеної Alientrap у 2005 році. Ремейк вийшов у лютому 2012 року для Xbox 360, а в травні 2012 року випущений видавцем THQ і для Microsoft Windows. Однак, коли THQ збанкрутувала, сервери гри версії Xbox 360 були закриті. Права на гру не вдалося продати на аукціонах. У 2013 році IllFonic отримала контракт на розробку модуля «Star Marine» для гри Star Citizen. Розробник гри, Cloud Imperium Games, планував інтегрувати ці розробки в основну гру, однак після року роботи були виявлені розбіжності в масштабах активів двох студій, що зробило їх несумісними. IllFonic продовжила роботу над Star Citizen, і до серпня 2015 року вона була майже завершена. Того ж місяця IllFonic звільнила шістьох співробітників, у тому числі трьох з тих, котрі працювали над Star Citizen. У липні 2013 року IllFonic анонсувала Revival, багатокористувацьку онлайнову рольову гру. У березні 2016 року розробку гри було «призупинено на невизначений термін».
Наприкінці 2014 року IllFonic разом iз видавцем Gun Media анонсували Slasher Vol. 1: Summer Camp — асиметричний екшен у жанрі хованки. На початку 2015 року гра привернула увагу Шона Каннінгема, продюсера серії фільмів П'ятниця, 13-е, який звернувся до Gun Media з пропозицією перетворити Summer Camp на ліцензійну гру; згодом гру було перейменовано на Friday the 13th: The Game. На той час в IllFonic працювало 50 співробітників. Гра вийшла у травні 2017 року для Microsoft Windows, PlayStation 4 та Xbox One. Однак, через судову тяганину навколо прав на франшизу Friday the 13th, IllFonic була змушена припинити розробку нового контенту для гри у червні 2018 року. У серпні 2019 року вийшла версія Friday the 13th: The Game для Nintendo Switch. У серпні 2017 року компанія Maximum Games випустила багатокористувацький шутер від першої особи Dead Alliance, розроблений компаніями Psyop Games та IllFonic, раніше гра була відома під назвою Moving Hazard. У листопаді 2018 року IllFonic відкрила другий офіс у Такомі, штат Вашингтон, з первинним штатом у сім співробітників. До січня 2019 року штаб-квартира в Денвері була перенесена до Голдена, штат Колорадо. У липні 2019 року в обох офісах працювало 78 осіб (38 у Голдені та 40 у Такомі), а в листопаді лише у Такомі працювало 47 людей.
Одна з останніх ігор IllFonic, Predator: Hunting Grounds, вийшла у квітні 2020 року для Microsoft Windows та PlayStation 4. У січні 2020 року колишній управлінець Sony Interactive Entertainment Джіо Корсі приєднався до IllFonic на посаді CPO. До цього часу компанія також відкрила третій офіс в Остіні, штат Техас.

## Розроблені відеоігри
| Рік  | Назва                                    | Платформа                                                        | Видавець                       |
| ---- | ---------------------------------------- | ---------------------------------------------------------------- | ------------------------------ |
| 2012 | Nexuiz                                   | Xbox 360, Windows                                                | THQ                            |
| 2017 | Friday the 13th: The Game                | Nintendo Switch, PlayStation 4, Windows, Xbox One                | Gun Media                      |
| 2017 | Dead Alliance                            | PlayStation 4, Windows, Xbox One                                 | Maximum Games                  |
| 2020 | Predator: Hunting Grounds                | PlayStation 4, Windows                                           | Sony Interactive Entertainment |
| 2021 | Arcadegeddon                             | PlayStation 4, PlayStation 5, Windows, Xbox One, Xbox Series X/S | IllFonic                       |
| 2022 | Ghostbusters: Spirits Unleashed          | PlayStation 4, PlayStation 5, Windows, Xbox One, Xbox Series X/S | IllFonic                       |
| 2024 | Killer Klowns from Outer Space: The Game | PlayStation 5, Windows, Xbox Series X/S                          | IllFonic                       |

### Додаткова розробка
- Armored Warfare[19]
- Crysis 3[19]
- Evolve[19]
- Sonic Boom: Rise of Lyric[en][25]
- Star Citizen[19]

### Скасовані відеоігри
- Ghetto Golf
- Project Advena[13]
- Revival